# Advanced Power Management
Advanced Power Management (APM) is een API die is ontwikkeld in 1992 door Intel en Microsoft, en ervoor zorgt dat het besturingssysteem dat draait op een IBM-compatibele computer kan communiceren met het BIOS om het energieverbruik te beheren. Het is de voorganger van ACPI (Advanced Configuration and Power Management).